# Стандартная линейка
Станда́ртная лине́йка — астрономический объект, линейный размер которого известен.
Измеряя видимый угловой размер этого объекта на небесной сфере, можно определить его расстояние от Земли.
B современной космологии метод стандартной линейки является одним из основных методов измерения расстояний во Вселенной.
В евклидовой геометрии угловой диаметр {\displaystyle \theta } объекта c линейным диаметром {\displaystyle D} уменьшается с расстоянием {\displaystyle r} по закону:
{\displaystyle \operatorname {tg} \left(\theta \right)={\frac {D}{r}}.}
Если угловой размер, выраженный в радианах, мал по сравнению с единицей (как часто бывает в астрономии), то справедливо приближенное соотношение {\displaystyle \tan \theta \approx \theta }. Отсюда расстояние:
{\displaystyle r={\frac {D}{\theta }}},
{\displaystyle \theta } измеряется в радианах).
Если, как это принято в астрономии, угловой размер измеряется в секундах дуги, то предыдущая формула принимает вид:
{\displaystyle r={\frac {648~000}{\pi }}{\frac {D}{\theta }}.}
В качестве стандартной линейки используются, например:
- Скопления галактик, диаметры которых измеряются с помощью эффекта Сюняева — Зельдовича;
- Световое эхо от новых и сверхновых звезд;
- Гравитационные линзы;
- Длина волны барионных осцилляций во Вселенной.

Из знания расстояния до объекта и его красного смещения можно определить постоянную Хаббла.